# Epitestosteron
Epitestosteron is een lichaamseigen stof die verwant is aan testosteron, maar niet werkzaam.
Een normale man heeft ongeveer dezelfde hoeveelheid testosteron en epitestosteron in zijn bloed. Epitestosteron heeft geen bekende werking zoals testosteron. Men neemt aan, dat het lichaam testosteron kan aanmaken uit epitestosteron. Sporters die bij wijze van doping lichaamsvreemd testosteron tot zich nemen, houden dezelfde hoeveelheid epitestosteron. Hun verhouding testosteron : epitestosteron wordt daardoor veel groter dan 1, bijvoorbeeld 11:1, wat wijst op doping. Epitestosteron is ook een verboden dopingproduct, omdat het kan gebruikt worden om toediening van testosteron te maskeren door de verhouding testosteron : epitestosteron opnieuw naar de natuurlijke waarde 1:1 te brengen.
Het verschil tussen epitestosteron en testosteron is de oriëntatie van de hydroxylgroep in de D-ring: in epitestosteron ligt deze onder het vlak van de ringen, in testosteron erboven.